# Phthiropsylla agenoris
Phthiropsylla agenoris  (лат.) — вид блох из семейства Malacopsyllidae, единственный представитель рода Phthiropsylla Wagner, 1939. Южная Америка: центральная и южные части Аргентины.

## Описание
Паразиты различных видов млекопитающих, чаще на броненосцах из родов Dasypus (девятипоясные броненосцы) и Chaetophractus. В Аргентине также найдены на длинноволосом броненосце (Chaetophractus vellerosus). Известны находки и на грызунах. Отличаются тремя (редко двумя) тупоконечными шипиками на пронотуме. Яйца Phthiropsylla agenoris весьма крупные (719—800 µm), что больше чем яйца любых других исследованных видов блох (<600 µm); длина/ширина = 2,0, в то время как у других видов оно как правило, варьирует от 1,6 до 1,8.